# خانه زیبا (بازی ویدئویی)
خانه زیبا (به انگلیسی: Sweet Home) و (به ژاپنی: スウィートホーム Suīto Hōmu) یک بازی ویدئویی در سبک RPG و سورویوال هارور است که در ۱۵ دسامبر ۱۹۸۹ توسط شرکت کپ‌کام برای کنسول ان‌ای‌اس منتشر شد. بازی خانه زیبا یک بازی با ویژگی‌های ابتدایی یک بازی ترسناک بود که هرگز در خارج از ژاپن منتشر نشد. از این بازی یک فیلم ترسناک ژاپنی با همین نام نیز ساخته شد.